# بتسی هاست
بتسی هاست (انگلیسی: Betsy Hassett؛ زادهٔ ۴ اوت ۱۹۹۰) بازیکن فوتبال اهل نیوزیلند است.
از باشگاه‌هایی که در آن بازی کرده‌است می‌توان به باشگاه فوتبال زنان منچستر سیتی، باشگاه ورزشی وردر برمن زنان، باشگاه فوتبال منچستر سیتی، و اس‌سی سند اشاره کرد.
وی همچنین در تیم‌های ملی فوتبال زیر 20 سال زنان نیوزلند و زنان نیوزیلند بازی کرده‌است.